# Ilany Kogan
Ilany Kogan (hebräisch אילני קוגן; geb. 17. Januar 1946 in Bukarest, Rumänien) ist eine israelische Psychotherapeutin, Psychoanalytikerin und Autorin.

## Leben und Wirken
Nach ersten Studienabschlüssen an der Hebräischen Universität Jerusalem in Psychologie und Sozialwissenschaften sowie an der Universität Tel Aviv in englischer Literatur erhielt Ilany Kogan 1972 den Mastergrad in klinischer Psychologie an der Universität Jerusalem. Sie ist Lehr- und Kontrollanalytikerin der Israelischen Psychoanalytischen Gesellschaft und der Internationalen Psychoanalytischen Vereinigung (IPV). Sie führt Supervisionen in Rumänien, der Türkei und an verschiedenen Orten in Deutschland durch, beispielsweise seit 1993 am Universitätsklinikum Hamburg-Eppendorf. Sie ist Mitglied im Wissenschaftlichen Beirat des Fritz-Bauer-Instituts zur Geschichte und Wirkung des Holocaust sowie der Münchner Arbeitsgemeinschaft für Psychoanalyse (MAP). Schwerpunkte ihrer Veröffentlichungen sind Studien zur Holocaust-Nachfolgegeneration sowie zur Migrationsforschung.
Ilany Kogan wurde 2005 auf dem 44. Kongress der IPV in Rio de Janeiro mit dem Elise M. Hayman-Preis ausgezeichnet.

## Publikationen (Auswahl)
- Unterwegs in der Fremde. Psychoanalytische Erkundungen zur Migration. Klett-Cotta/Psychosozial Verlag, 1990.
- Der stumme Schrei der Kinder. Die zweite Generation der Holocaust-Opfer. Aus dem Englischen von Max Looser. Psychosozial Verlag, 2. Auflage 2009. ISBN 978-3-8379-2005-5.
- Flucht vor dem Selbstsein: Über das Niederreißen von Grenzen und das Verlangen nach Einssein. Aus dem Englischen von Elisabeth Vorspohl. Klett-Cotta, 2009. ISBN 978-3-608-94515-7.
- Mit der Trauer kämpfen. Schmerz und Trauer in der Psychotherapie traumatisierter Menschen. Klett-Cotta, Stuttgart 2011, ISBN 978-3-608-94629-1 (klett-cotta.de [PDF; 145 kB; abgerufen am 12. Juli 2020] englisch: The struggle against mourning. Übersetzt von Elisabeth Vorspohl).
- Vermitteltes und reales Trauma in der Psychoanalyse von Kindern von Holocaust-Überlebenden. Psyche, 1990, Jg. 44 Nr. 6. S. 533–544.
- Im Prisma der Kreativität. Zwei psychoanalytische Fallstudien. Psychosozial Verlag, 2016.
- Vortrag am 15. April 2005 im Rahmen der 55. Lindauer Psychotherapiewochen